# Хронология
Хроноло́гия (от греч. χρόνος — время; λόγος — учение):
1. вспомогательная историческая дисциплина, устанавливающая даты исторических событий и документов;
2. последовательность исторических событий во времени;
3. перечень каких-либо событий в их временной последовательности.

Астрономи́ческая хронология изучает закономерности повторяющихся небесных явлений и устанавливает точное астрономическое время; также является одним из методов исторической хронологии (см. ниже).
Геохроноло́гия — разделение геологического времени на условные отрезки, имеющие собственные названия (эры, периоды, эпохи и века) и расположенные в определённой последовательности. Научной основой геохронологии является стратиграфия.
Истори́ческая (техни́ческая) хронология — специальная историческая дисциплина, изучающая системы летосчисления и календари разных народов и государств, и помогающая устанавливать даты исторических событий и время создания исторических источников.

## Астрономическая хронология

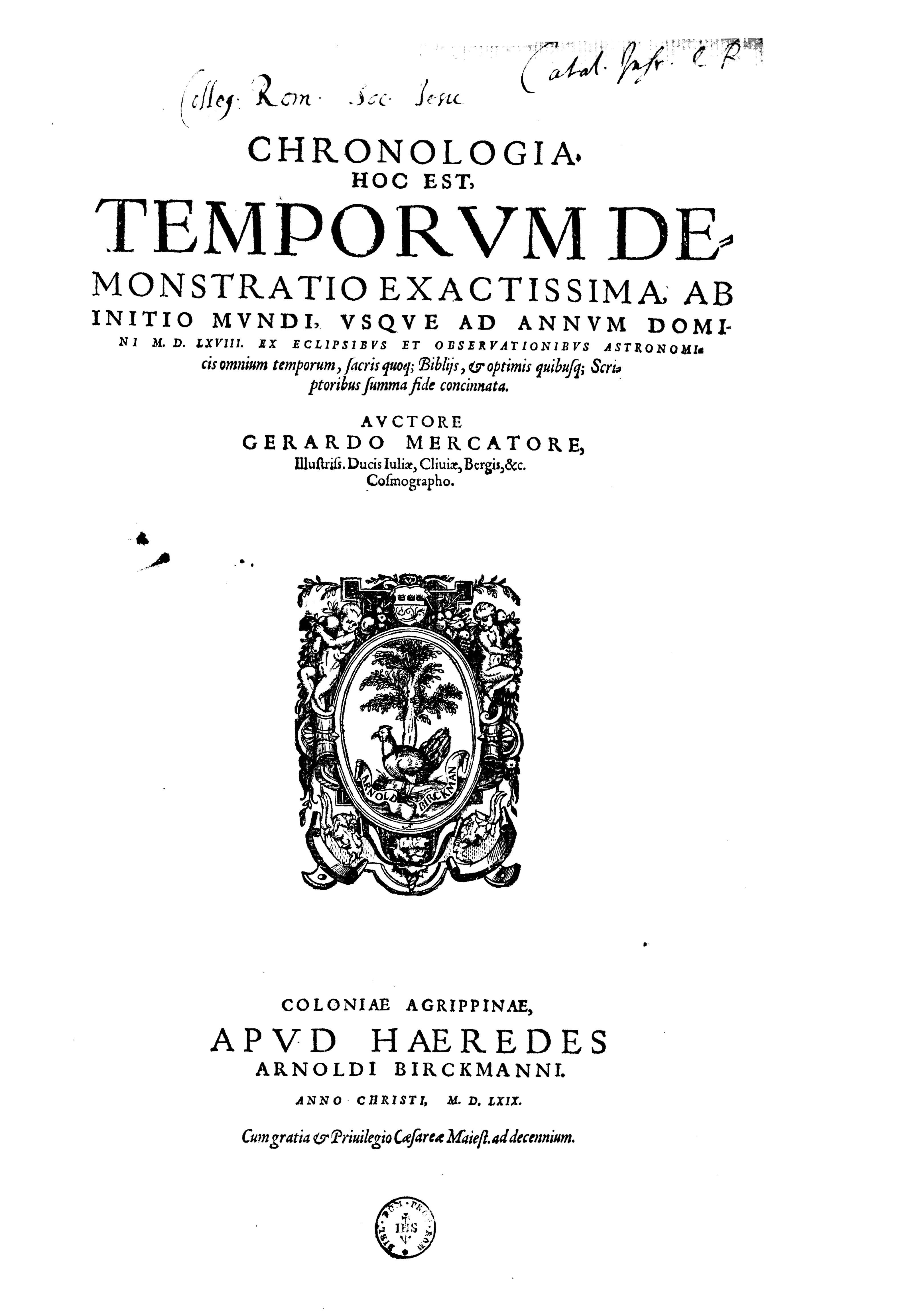
Титульный лист «Хронологии» (1569 г.) Герарда Меркатора — обзора астрономических и картографических работ

Наиболее естественным мерилом времени служит вращение Земли вокруг своей оси. Полный оборот (на 360°) Земли называется звёздными сутками, так как во времени он равен промежутку между двумя последовательными кульминациями какой-либо звезды. Вследствие обращения Земли вокруг Солнца солнечные истинные сутки, то есть промежуток времени между двумя кульминациями Солнца, примерно на 3 минуты 56 секунд больше звёздных суток. Эта разница меняется в течение года из-за неравномерности обращения Земли вокруг Солнца в плоскости эклиптики, поэтому истинные сутки не могут служить точной единицей времени. Вместо них обыкновенно употребляются средние сутки, то есть промежуток между кульминациями фиктивного светила — «среднего солнца», движущегося равномерно по эклиптике; его место на небесной сфере в известные эпохи совпадает с местом истинного Солнца.
Для больших интервалов времени вместо суток удобнее использовать другие единицы времени, исторически связанные с наблюдением за видимым положением Луны и Солнца среди звёзд на небесной сфере. Промежуток времени, в который Луна по истечении полного оборота вокруг Земли приходится против тех же звёзд, называется сидерическим (звёздным) месяцем (27 дней 7 часов 43 минуты). В зависимости от перемещения Земли вместе с Луной вокруг Солнца по истечении сидерического месяца взаимное размещение трёх светил несколько изменится, поэтому фаза Луны, видимая с Земли, будет несколько иная, и промежуток, через который Луна возвращается к прежней фазе, так называемый синодический месяц, больше сидерического (29 д. 12 ч. 44 мин.).
Промежуток времени, через который вследствие обращения Земли около Солнца светило возвращается к тем же созвездиям, к «той же звезде», носит название звёздного года. Днём блеск Солнца затмевает звёзды и вместо созвездий, против которых приходится Солнце, можно сравнивать созвездия, противоположные им, кульминирующие в полночь в данное время года. Времена года определяются прохождением Солнца через точки равноденствий и солнцестояний. Вследствие прецессии смещаются точки пересечения плоскостей экватора и эклиптики (равноденствия), а также точки наибольшего удаления Солнца от линии небесного экватора (солнцестояния). Суммарная длительность четырёх сезонов называется тропическим годом и определяется через среднюю скорость движения Солнца по долготе. Тропический год часто определяют как средний интервал между двумя последовательными прохождениями Солнца через точку весеннего равноденствия, что неверно, поскольку точки равноденствий и солнцестояний смещаются друг относительно друга из-за возмущения планет. Тропический год на 20 минут меньше звёздного. Величина звёздного года не изменяется, величина тропического колеблется в зависимости от изменений величины прецессии; в наше время тропический год заключает в средних сутках и часах 365 д. 5 ч. 48 мин. 46 с, в звёздных сутках и часах 366д 5ч 48м 46с. Во времена Гиппарха (II век до н. э.) тропический год был на 12 секунд короче.
Отдельные календарные годы необходимо должны заключать в себе целое число суток; между тем длины года и суток несоизмеримы. Различные системы солнечных календарей явились как следствие большей или меньшей точности принятой в календаре длины года в сутках и тех или иных приёмов подсчёта накапливающихся дробей суток, то есть распределения вставных дней. В свою очередь, лунный месяц несоизмерим с солнечным годом; в известных лунно-солнечных календарях существовали различные приёмы уравнивать накапливающуюся неувязку вставными месяцами. Позже месяц потерял свой характер лунного оборота и стал условной дробью солнечного года. Древние астрономы, не умея наблюдать кульминации звёзд, довольствовались грубым приёмом наблюдения их восхода и захода. Особое значение имел так называемый гелиакический восход звезды. Длина периодов, построенных на гелиакических восходах, требует каждый раз особого подсчёта в зависимости от данной звезды (то есть от её места относительно небесного экватора и эклиптики), широты данного места наблюдения на земле и величины прецессии.

## Историческая хронология

### Календари

#### Лунные и солнечные календари
Первой и естественной единицей счёта времени для древних людей были сутки, разделённые на день и ночь. Впоследствии, при наблюдении за фазами луны, стали выделять лунный месяц, который считали попеременно в 29 и 30 суток. Затем было замечено, что спустя примерно 12 лунных месяцев явления природы повторяются. Так был открыт год. Однако год из 12 лунных месяцев в 354 суток не соответствует астрономическому (солнечному) году, и лунный календарь из 12 лунных месяцев оказался подвижным (календарём этого типа до сих пор пользуются арабы). Для того, чтобы соотнести его с астрономическим годом, по мере накопления ошибки (примерно раз в 3 года) вставлялся добавочный месяц (у римлян, например, он носил название «мерцедоний» и вставлялся между 23-24 февраля). Такого рода лунно-солнечный календарь использовался у большинства древних народов; в наше время он используется евреями (см. еврейский календарь).
Солнечный календарь был изобретён в Египте (см. древнеегипетский календарь). Он состоял из 12 месяцев по 30 дней и 5 добавочных дней. Но поскольку истинный астрономический год превышает 365 суток, то египетский календарь тоже оказался неточным. Впоследствии эллинистические цари Египта, основываясь на расчётах александрийских астрономов, пытались ввести високосные годы; но реформа не прижилась. В 26 году до н. э. Август реформировал египетский календарь по типу юлианского календаря, установив високосные годы и фиксировав начало года (1 тота) на 29 августа, однако счёт «по старому стилю» широко практиковался в Египте до самого конца античности.

#### Метонов цикл
Там, где греки (см. древнегреческие календари) пользовались при вставке дополнительных месяцев последовательной системой, они использовали систему октаэтерид (восьмилетий), с добавлением месяца каждый 3, 5 и 8 год восьмилетнего цикла. В середине V века до н. э. афинский математик и астроном Метон открыл 19-летний период (Метонов цикл), равный 235 синодическим оборотам Луны, по прошествии которого Луна и Солнце возвращаются почти в то же положение относительно Земли и звёзд. Этот период он предложил всем грекам на Олимпийских играх 432 года до н. э., предложив в течение его вставлять 7 месяцев. Это предложение приживалось медленно, греки долгое время продолжали использовать более грубую, но и более простую и привычную систему октаэтерид; но открытие Метона используется поныне в еврейском календаре и при расчётах Пасхи, причём положение года в Метоновом цикле ещё с античности носит наименование «золотого числа».

#### Юлианский и григорианский календари
Римский календарь был одним из наименее точных. Сначала он вообще имел 304 дня и включал только 10 месяцев, начиная с первого месяца весны (мартий) и кончая наступлением зимы (декембер — «десятый» месяц); зимой счёт времени просто не вёлся. Царю Нуме Помпилию приписывают введение двух зимних месяцев (януарий и фебруарий). Добавочный месяц — мерцедоний — вставляли понтифики по своему усмотрению, довольно произвольно и в соответствии с различными сиюминутными интересами. В 46 году до н. э. Юлий Цезарь провёл реформу календаря, по разработкам александрийского астронома Созигена, взяв за основу египетский солнечный календарь. Чтобы исправить накопившиеся ошибки, он своей властью великого понтифика вставил в переходном году, кроме мерцедония, два добавочных месяца между ноябрём и декабрём; а с 1 января 45 года до н. э. был установлен юлианский год в 365 дней, с високосными годами каждые 4 года. При этом лишний день вставлялся между 23 и 24 февраля, как ранее мерцедоний; а поскольку по римской системе исчисления день 24 февраля назывался «шестым (sextus) от мартовских календ», то и вставной день именовали «дважды шестым (bis sextus) от мартовских календ» и год соответственно annus bissextus — отсюда, через греческий язык, наше слово «високосный». При этом в честь Цезаря был переименован месяц квинтилий (в Юлий).
После убийства Цезаря жрецы стали ошибочно объявлять високосным каждый третий год. По обнаружении ошибки в 9 году до н. э., императору Августу пришлось на протяжении 16 лет вообще не вводить високосного года. Только с 8 года н. э. юлианский календарь стал функционировать нормально. Именем Августа был наименован следующий за Юлием месяц (секстилий).
В IV—VI веках в большинстве христианских стран утвердились единые пасхальные таблицы, выполненные на основе юлианского календаря; таким образом, юлианский календарь распространился на весь христианский мир. В этих таблицах за день весеннего равноденствия принималось 21 марта.
Однако по мере накопления ошибки (1 день в 128 лет), расхождение между астрономическим весенним равноденствием и календарным становилось всё более явным, и многие в католической Европе считали, что его нельзя более игнорировать. Это отмечал кастильский король XIII века Альфонсо X, в следующем веке византийский учёный Никифор Григора даже предлагал реформу календаря. Реально такую реформу провёл папа Григорий XIII в 1582 году, опираясь на проект математика и врача Алоизия Лилия. Декретом папы от 24 февраля 1582 года устанавливалось, что за 5 октября 1582 года должно последовать 15 октября, и в дальнейшем високосными будут считаться только те вековые годы, число сотен лет которых без остатка делятся на 4 (1600, 2000, 2400), а иные вековые годы будут считаться простыми (1700, 1800, 1900, 2100). В результате был создан григорианский календарь, астрономически более точный, чем юлианский. Из европейских стран католические перешли на новый стиль сразу, протестантские — в большинстве в XVIII веке: Северная Германия, Дания и Норвегия — с 1700 года, Англия — c 1752 года, Швеция — c 1753 года; православные страны перешли на григорианский календарь только в начале XX века: Болгария с 1916 года, Россия с 1/14 февраля 1918 года, Сербия и Румыния — с 1919 года, Греция — с 1923 года.

#### Некоторые календари
- Древнеармянский календарь
- Армянский церковный календарь
- Вавилонский календарь
- Вьетнамский календарь
- Григорианский календарь
- Древнегреческие календари
- Древнеегипетский календарь
- Древнеиндийский календарь
- Древнекитайский календарь
- Древнеперсидский календарь
- Древнеславянский календарь
- Еврейский календарь
- Единый национальный календарь Индии
- Зодиакальный календарь
- Иранский календарь
- Исламский календарь
- Календарь Армелина
- Календарь бахаи
- Календарь майя
- Китайский календарь
- Коптский календарь
- Новоюлианский календарь
- Православный календарь
- Римский календарь
- Трёхсезонный календарь
- Французский республиканский календарь
- Ханаанейский календарь
- Шумерский календарь
- Эфиопский календарь
- Юлианский календарь

### Хронография

#### Счёт лет. Становление исторической хронологии
Необходимость последовательного счёта лет появилась с возникновением письменной культуры и прежде всего исходила из административных потребностей. Как правило, документы датировались годом правления царя; таким образом, список царей с годами их правления давал примитивную хронологическую таблицу. Такие списки дошли от Месопотамии и Древнего Египта, но пользоваться ими следует с осторожностью, так как в них нередко указаны как последовательные правления, в реальности полностью или частично синхронные (например, во времена смут), и допущены тому подобные «упрощения».
В городах-государствах годы датировались по именам избираемых на год должностных лиц, которые, например, в Ашшуре назывались «лимму», в Афинах — «архонты-эпонимы» и т. д. («эпонимический год»). В Месопотамии также нередко обозначали годы по важным событиям — так что список лет представлял собой что-то вроде краткой хроники.
Острая необходимость хронологических вычислений появилась с возникновением исторической науки, то есть примерно в V век до н. э. Самым простым способом датировки было взаимное относительное датирование событий: событие А произошло за Х лет до события B; событие С случилось через Y лет после события В; при этом одни и те же события упоминаются у разных авторов. Из этого, сопоставляя труды историков, относительно нетрудно высчитать взаимное соотношение упоминаемых ими событий. Так, например, Греко-персидские войны являются центральным событием «Истории» Геродота, затрагивающей и более ранние события — образование Персидского царства; Фукидид, описывая Пелопоннесскую войну, упоминает, что между её началом и уходом Ксеркса из Эллады прошло «приблизительно 50 лет», и вкратце говорит о событиях этого «пятидесятилетия»; Ксенофонт непосредственно продолжает Фукидида — то есть, только из сопоставления этих трёх авторов, можно составить подробную хронологическую последовательность событий примерно за 200 лет, с середины VI по середину IV век до н. э.
Для событий, отдалённых во времени (как, например, Троянская война), на основе генеалогических таблиц применялся приблизительный расчёт «по поколениям», принимая 3 поколения в столетие. В то же время предпринимались попытки составления системы абсолютной хронологии. Были составлены первые хронологические таблицы: жречества жриц Геры в Аргосе (их автор, Гелланик Лесбосский, по-видимому был первым взявшимся за хронологические вопросы), списки спартанских эфоров, афинских архонтов-эпонимов; у Геродота можно найти годы царствования персидских и других восточных царей. При сопоставлении таких списков появлялась возможность перевести дату из одной системы в другую (например, сказать при каком персидском царе произошло событие, бывшее при таком-то архонте), а также выяснить хронологическое соотношение событий друг с другом (то есть установить их относительную хронологию) и с моментом, в который пишется труд (то есть выяснить абсолютную хронологию). Поскольку единой хронологической системы в Греции не существовало, историку, говоря о каком-нибудь важном событии, было желательно датировать его сразу по нескольким системам: году царствования персидского царя, спартанским эфорам, афинскому архонту-эпониму. Для примера приведём отрывок из Фукидида, в котором содержится как относительная, так и абсолютная датировка ключевого момента его «Истории» — начала Пелопоннесской войны (431 год до н. э.):

В течение 14 лет продолжал существовать тридцатилетний мир, заключённый после завоевания Евбеи. На пятнадцатый же год, сорок восьмой год жречества Хрисиды в Аргосе, когда Энесий был эфором в Спарте, а Пифодору оставалось 4 месяца архонтства в Афинах, на шестнадцатый месяц после битвы при Потидее, в начале весны отряд вооружённых фиванцев (…) в начале ночного сна вторгся в беотийский город Платею…

Все остальные даты в тексте «Истории» Фукидида так или иначе соотнесены с датой начала войны (в приведённом отрывке это видно на примере даты окончания первой афинско-спартанской войны и битвы при Потидее; в дальнейшем даты обозначаются: «на такой-то год войны»). Из систем датировок, использованных Фукидидом, датировки по афинским архонтам существовали в исторической науке на протяжении многих столетий, и это позволило античным хронологам без труда соотнести данные Фукидида с более поздними хронологическими шкалами (по олимпиадам — через неё с римской хронологией по консулам и «от основания Рима» — а уже через последнюю это событие легко переводится в современную систему летосчисления, которая является прямым продолжением римской). Наконец, дата эта поддаётся и астрономической проверке, так как к лету того же года Фукидид относит солнечное затмение, которое, согласно расчётам (впервые проделанным уже Жозефом Скалигером), состоялось 3 августа 431 года до н. э.
В IV веке до н. э. историк Тимей из Тавромения предлагает ввести единую хронологическую систему, основанную на общегреческих списках олимпийских победителей. Списки этого рода велись с 776 года до н. э. Таким образом, вся греческая история оказалась разбитой на 4-летние промежутки между Олимпийскими играми — «олимпиады», названные именами победителей, так что датировка звучала таким образом: «в 3 год 79-й олимпиады, когда победителем в беге был такой-то». Эта система датировок была принята историками (в официально-административной практике она не употреблялась) и применялась наряду с датировками по афинским архонтам. Первую научную хронологию составил сто лет спустя после Тимея Эратосфен, который в своей работе «Хронография» высчитал ряд опорных дат (например нашествие Ксеркса, начало Пелопоннесской войны), а уже по ним рассчитал и все остальные события. Дошедший до нас хронологический фрагмент Эратосфена имеет следующий вид (при его рассмотрении нужно учитывать, что год начинался в июле):

Летосчисление же Эратосфена такое: со времени взятия Трои до прихода Гераклидов — 80 лет; с прихода Гераклидов до образования Ионии — 60 лет; с образования Ионии до правления Ликурга — 159 лет; от начала его управления до 1-го года 1-й Олимпиады — 108 лет; отсюда до нашествия Ксеркса — 297 лет; с этого нашествия до начала Пелопоннесской войны — 48 лет; с начала этой войны до её окончания поражением афинян — 27 лет; от поражения их до битвы при Левктрах — 34 года; от этой битвы до смерти Филиппа — 35 лет; от смерти Филиппа до смерти Александра — 12 лет.

Тогда же на эллинистическом Востоке входят в употребление официальные датировки привычного нам типа, отсчитываемые от одной даты — «эпохи эры». Эрой служил приход к власти Селевка Никатора, полководца Александра Македонского — 312 год до н. э. Однако «эра Селевкидов» вплоть до поздней античности оставалась административной и не употреблялась историками. Впоследствии она вошла в арамейскую, затем арабскую историографию (под неверным наименованием «эры Александра») и употреблялась сирийскими христианами вплоть до XIX века. Парфянские Аршакиды, в свою очередь, ввели эру от собственного воцарения (248 год до н. э.), также имевшую хождение на Востоке.
Римляне, которые издавна вели свои «фасты» — списки консулов, служившие также краткой официальной летописью, без труда вписались в греческую хронологическую систему, так что, например, в труде греческого автора римской эпохи Диодора Сицилийского (I век до н. э.) мы встречаем датировки разом: по олимпиадам, по афинским архонтам и по римским консулам. Современником Диодора был римский учёный Варрон, который, на основе консульских фастов и сообщаемых легендой лет правления римских царей, вычислил дату основания Рима (по Варрону — 753 год до н. э.) и ввёл её как эру в научный оборот. Эта эра «от основания Рима» официально не использовалась, но в историографии дожила вплоть до XIX века (поскольку речь шла о событиях римской истории).
Большое значение для хронологии имеет так называемый «Царский канон Птолемея» — список царей, сохранившийся в комментарии Феона к астрономическому труду Птолемея. Это список царствований, с точными астрономическими датами, царей Вавилона (собственно вавилонских царей, а также персидских царей и Александра Македонского в качестве вавилонских), царей эллинистического Египта и римских императоров. Он был составлен александрийскими астрономами для нужд собственных вычислений (собственно, для датировок астрономических явлений) по собственным записям и записям вавилонских жрецов и потом продолжался переписчиками, вносившими в него имена византийских императоров (в некоторых рукописях он доведён до падения Константинополя в 1453 году). Он основан на «подвижном» египетском календаре (без високосных лет), который тогда использовался астрономами. Список начинается от 1-го числа месяца «тот» египетского календаря в год восшествия на престол вавилонского царя Набонассара 26 февраля 747 года до н. э. (т. н. «эра Набонассара»), после которого сохранились результаты систематических астрономических наблюдений.
В позднеримский период в астрономических и астрологических текстах получает широкое распространение эра от начала царствования императора Диоклетиана — 284 год, в ней составляются пасхальные таблицы (эта эра до сих пор сохраняется коптско-эфиопской церковью под названием «эры мучеников»).

#### Исчисление от рождества Христова
В 525 году папа Иоанн I поручил монаху Дионисию Малому составить новую пасхальную таблицу. Дионисий использовал таблицы александрийской церкви, в которых использовалась эра Диоклетиана, однако, не желая вести отсчёт по годам правления «нечестивого гонителя», решил обозначить годы от воплощения Христа. В его таблице 532 год ab incarnatione (от воплощения) следовал за 247 годом эры Диоклетиана. Эта пасхальная таблица, будучи одобрена папским престолом и войдя во всеобщее употребление, ввела в оборот и эру «от Рождества Христова», ныне общепринятую. В официальных актах эра от Р. Х. встречается уже в капитулярии Карломана от 21 апреля 742 года. В папских актах она в ходу с Иоанна XIII (X век). Между тем, была допущена ошибка в начале летоисчисления из-за неправильного подсчёта количества пасх, прошедших с распятия Христа. Из-за этой ошибки год рождения Христа приходится не на 1 год нашей эры, а лежит в промежутке от 12 до 4 года до н. э.
Интерес к вопросам хронологии вновь появляется в эпоху Возрождения. Считается, что основы современной хронологии заложил Жозеф Скалигер (1540—1609); он ввёл датировку по изобретённому им юлианскому периоду с началом в 4713 году до н. э., что позволило перевести все имеющиеся даты в одну систему; также он первым начал (точнее возобновил, ибо спорадически она применялась и в античности) астрономическую проверку встречающихся в исторических источниках дат (например, он первым дал астрономическую датировку солнечного затмения 431 года до н. э., упоминаемого Фукидидом). Путём перекрёстных проверок синхронных сведений и с помощью астрономических данных, Скалигер и учёный-иезуит Дионисий Петавий (1583—1652) вычислили основные даты, которые в свою очередь позволили пересчитать по единой системе летосчисления все даты античной истории. Петавий в 1627 году предложил систему «обратного» отсчёта дат «до Рождества Христова». Эта система, получившая всеобщее признание лишь к концу XVIII века, крайне облегчила изучение хронологии.
Полемика, вызванная трудами Скалигера, стимулировала появление большого количества работ по астрономической и технической хронологии. Обобщающим трудом в этой области явился в XVIII веке труд бенедиктинцев д’Антина, Клеменсе и Дюрана «Искусство проверки дат», последнее издание которого включало 44 тома. К началу XX века научная хронология достигла своей вершины. До сего времени не потерял значения труд немецкого астронома и хронолога Христиана-Людвига Идлера «Справочник по математической и технической хронологии». Из современных специалистов по хронологии особенно известен американский учёный российского происхождения Э. Бикерман, автор труда «Хронология древнего мира» (Лондон, 1969; русский перевод М., 1975).

#### Вопросы достоверности древней хронологии
Римская хронология, непосредственным продолжением которой, как указывалось, является наша система летосчисления, является вполне достоверной. Характерно, например, что дата прихода к власти Диоклетиана (284 год) была установлена тремя разными учёными с помощью трёх разных способов. Скалигер исходил из коптско-эфиопской традиции, которая приравнивала 1582 год к 1299 году эры Диоклетиана. Петавий — из того, что Диоклетиан согласно «Пасхальной хронике» пришёл к власти в консульство Карина (второе) и Нумериана, которому, согласно консульским фастам, соответствует 284 год; Идлер вместо этого воспользовался «Каноном Птолемея» и астрономическим наблюдением, позволяющим вывести синхронную датировку: 81 год после правления Диоклетиана = 1112 лет после воцарения Набонассара; это уравнение опять-таки приводит к 284 году.
Греческая история может быть синхронизована с римской, так как многие даты известны и в греческой, и в римской системе исчисления. Достоверны и те восточные хронологические данные, в которых есть прямая или косвенная связь с римской хронологией. Так, списки египетских фараонов Манефона включают в себя персидских царей и Птолемеев, даты правления которых точно известны — это позволяет рассчитать и даты правления предыдущих правителей. Здесь, однако, возникают трудности из-за упомянутых особенностей восточных царских списков. Тем не менее считается, что примерно до 800 года до н. э. египетские царствования датируются абсолютно точно[кем?], до XVI века до н. э. (то есть до начала Нового царства) — c допуском в несколько десятилетий. Но длительность переходного периода между Средним и Новым царством точно неизвестна — в результате связь с римской хронологией оказывается утраченной. Важную роль в хронологии Среднего царства играет письмо на т. н. «Кахунском папирусе», относящееся к концу XII династии; в нём сообщается, что Сириус взойдёт 16-го числа VIII лунного месяца 7 года во время правления Сенусерта III. Дата этого события — около 1880 года до н. э., и это позволяет (поскольку число лет правления фараонов династии известно) заключить, что XII династия правила примерно с 2000 до 1800 года до н. э. Длительность Первого переходного периода между Древним и Средним царствами также неизвестна, и потому хронология Древнего царства ещё более неопределённа.
У историков Передней Азии опора несколько более твёрдая. Прежде всего сохранился ассирийский список эпонимов (лимму), между 911 и 648 годом до н. э., который проверяется как «Каноном Птолемея», так и указанным в нём солнечным затмением. Для более ранних веков ключевое значение имеет установление даты начала правления царя Хаммурапи. Она основывается на описанном в клинописном документе наблюдении гелиакального восхода (первый восход на утренней заре) Венеры, произошедшего в 6 году правления Амисадуги, одного из последних царей династии Хаммурапи (тогда как известно, что 1 год его правления отстоит от 1 года правления Хаммурапи на 146 лет). Описанные в документе условия гелиакального восхода повторяются через несколько десятилетий, так что в результате появилось несколько вариантов даты 1 года правления Хаммурапи; исходя из совокупности исторических данных, наиболее правдоподобным из них считается дата — 1792 год до н. э. К этой дате, соответственно, и привязываются датировки предыдущих и последующих царствований.
В Китае всегда была развитая историографическая традиция с собственной подробной хронологией, основывающейся на царствованиях с их девизами, а также на 60-летних циклах (см. китайский календарь); в Индии к вопросам хронологии и историографии относились гораздо более беззаботно. Поэтому ключевую дату для синхронизации древней истории Индии с европейской даёт высеченный на камне указ царя Ашоки (III век до н. э.) о посольстве, направленном им в Грецию с миссионерскими целями пропаганды буддизма; в нём упоминаются пять эллинистических правителей (Антигон Гонат и др.), время правления которых точно известно.

#### Некоторые эры
- Группа византийских эр, которые, как принято указывать, начинаются:
  - 1 марта 5509 года до н. э. — древнерусская эра от «сотворения мира» (ультрамартовский стиль)
  - 1 сентября 5509 года до н. э. — византийская эра от «сотворения мира» (использовалась на Руси до 1700 года)
  - 1 марта 5508 года до н. э. — древнерусская эра от «сотворения мира» (мартовский стиль)
  - 5504 год до н. э. — болгарская эра от «сотворения мира»
  - 25 марта 5492 года до н. э. — александрийская эра от «сотворения мира» по Анниану[14]

Однако нужно иметь в виду, что «никто из следовавших византийской эре не считал, что от сотворения мира до воплощения прошло 5508 лет. Если была необходимость указать год рождения Христа, ставили 5500-й. Парадоксальным образом 5508 было числом, но не датой». Таким образом, в хрониках датой рождения Христа принимался 5500-й (лишь иногда 5505-й), но из-за сбоев в хронологии правления римских императоров последующие события датировались таким образом, что при пересчёте их на современное летоисчисление нужно использовать приведённые выше эры.
- 1 января 4713 года до н. э. — эра Скалигера, начало отсчёта юлианских дней
- 4004 год до н. э. — эра от «сотворения мира», по епископу Ашшеру
- 7 октября 3761 года до н. э. — еврейская эра от «сотворения мира»
- 18 февраля 3102 года до н. э. — эра Кали-юга (по индийской мифологии этот «железный век» будет продолжаться 432 000 лет)
- 11 августа 2497 года до н. э. — основная (главная, 1-я) армянская эра
- 2397 год до н. э. — китайская циклическая эра
- 1 июля 776 года до н. э. — эра от первых олимпийских игр; введена около 264 года до н. э. и употреблялась до 394 года.
- 21 апреля 753 года до н. э. — эра от основания Рима (по Варрону). Применялась до конца XVII века.
- 26 февраля 747 года до н. э. — эра Набонассара. Использовалась в астрономии до времён Коперника.
- 11 марта 545 года до н. э. — буддийская эра
- 1 октября 312 года до н. э. — эра Селевкидов
- 248 год до н. э. — эра Аршакидов
- 37 год до н. э. — испанская эра (использовалась в Испании вплоть до Позднего Средневековья).
- 1 сентября 31 года до н. э. — эра «От Августова мира», или «Эра Акциума» — (использовалась в восточных провинциях Римской империи).
- 1 января 1 года — христианская эра от Рождества Христова, введённая Дионисием Малым в 525 году.
- 29 августа 284 года — эра Диоклетиана (у христиан «эра мучеников»).
- 27 октября 551 года — Армянская эра
- 16 июля 622 года — эра Хиджры (мусульманская)
- 22 сентября 1792 года — эра Республики (французская революционная)
- 4 октября 1957 года — космическая эра (произведен запуск первого в мире искусственного спутника Земли).

## Методы датировки

### Физические
- Радиоуглеродный анализ
- Термолюминесцентный метод
- Калий-аргоновый метод
- Уран-ториевый метод
- Палеомагнитный метод

### Химические
- Гидратация стекла (метод датирования)
- Рацемизация аминокислот

### Геологические
- Стратиграфия
- Гляциохронология

### Археологические
- Стратиграфия
- Типология (археология)
- Перекрёстная датировка

### Биологические
- Дендрохронология
- Анализ спор и пыльцы

### Лингвистические
- Глоттохронология